# 岩川卓也
岩川 卓也（いわかわ たくや、1966年 - ）は、日本の建築家。岩川卓也アトリエ主宰。京都府生まれ。
1990年、日本大学理工学部建築学科卒業。1990年から1995年まで、黒沢隆研究室に勤務。1998年、日本大学大学院芸術学研究科修士課程修了。1998年、岩川卓也アトリエ設立。作品に静岡の家 case001～007、など。